# Wendisch Evern
Wendisch Evern er en kommune i den sydlige centrale del af Landkreis Lüneburg i den tyske delstat Niedersachsen, og byen er en del af Samtgemeinde Ostheide.

## Geografi
Wendisch Evern ligger ca. tre km sydøst for Lüneburg ved østenden af Lüneburger Heide.
Elbe-Seitenkanal, der siden 1976 har forbundet havnen i Hamburg med indlandet, løber gennem kommunen

## Historie
På bakken Timeloberg i sydenden af kommunen Wendisch Evern, underskrev en tysk delegation under kommando af af Hans-Georg von Friedeburg 4. maj 1945, over for den britiske feltmarskal Bernard Montgomery et dokument, med en betingelsesløs kapitulation for de tyske tropper i Nordvesttyskland, og afsluttede med det 2. verdenskrig på vestfronten. 